# 宋鈺
宋鈺（？年—？年），雲南楚雄人，明朝政治人物。

## 生平
正德癸酉科举人，正德五年任黃州府蘄水縣教諭，嘉靖時任四川順慶府岳池縣知縣。